# Dacus sicatoluteus
Dacus sicatoluteus är en tvåvingeart som först beskrevs av Munro 1984.  Dacus sicatoluteus ingår i släktet Dacus och familjen borrflugor.
Artens utbredningsområde är Uganda. Inga underarter finns listade i Catalogue of Life.